# لهبارجة (عين لكداح)
لهبارجة هي إحدى مشيخات المملكة المغربية، تتبع جغرافيا لإقليم تاونات وإداريًا لعين لكداح. يقدر عدد سكانها بـ 6023 نسمة حسب الإحصاء الرسمي للسكان والسكنى لسنة 2004.